# Le Hézo

Le Hézo este o comună în departamentul Morbihan, Franța. În 2009 avea o populație de 717 de locuitori.